# Helixanthera woodii
Helixanthera woodii är en tvåhjärtbladig växtart som först beskrevs av Engl. & K. Krause, och fick sitt nu gällande namn av Danser. Helixanthera woodii ingår i släktet Helixanthera och familjen Loranthaceae. Inga underarter finns listade i Catalogue of Life.